# Сьвенте (Західнопоморське воєводство)
Сьвенте (пол. Święte) — село в Польщі, у гміні Старґард Старгардського повіту Західнопоморського воєводства.
Населення — 212 осіб (2011).
У 1975-1998 роках село належало до Щецинського воєводства.

## Демографія
Демографічна структура станом на 31 березня 2011 року:
|          | Загалом | Допрацездатний вік | Працездатний вік | Постпрацездатний вік |
| -------- | ------- | ------------------ | ---------------- | -------------------- |
| Чоловіки | 103     | 18                 | 79               | 6                    |
| Жінки    | 109     | 19                 | 71               | 19                   |
| Разом    | 212     | 37                 | 150              | 25                   |